# 時のないホテル
『時のないホテル』（ときのないホテル）は松任谷由実 （ユーミン） の9枚目のオリジナルアルバム。1980年6月21日に東芝EMIからリリースされた （LP：ETP-90002、CT：ZT28-631） 。1985年6月1日に初CD化 （CA32-1135） 。1999年2月24日にLPのブックレットを復刻し、バーニー・グランドマンによるデジタルリマスタリングで音質を大幅に向上したリマスタリングCD （TOCT-10642） とLP（TOJT-10642）をリリース。

## 解説
ユーミンのオリジナルアルバムの中でも非常に重い作品が多いが、逆にこのアルバムを支持する人も多い。アルバムのジャケットやインナースリーブが撮影されたホテルは、イギリスの超高級ホテル『ブラウンズ・ホテル』である。このジャケット写真で着ていたツィードのセットアップは現在も所有している。
キャッチコピーは「Featuring Masaki Matsubara on guitar solo」。
1980年5月11日から7月23日にかけて全国30会場32公演の『BROWN'S HOTEL』コンサートツアーが行われた。

## 収録曲
| 全作詞・作曲: 松任谷由実。 |                                                      |            |            |                    |      |
| #                          | タイトル                                             | 作詞       | 作曲・編曲 | 編曲               | 時間 |
| 1.                         | 「セシルの週末 -Cécile's Weekend-」                  | 松任谷由実 | 松任谷由実 | 松任谷正隆         | 5:28 |
| 2.                         | 「時のないホテル -Hotel Without Time-」              | 松任谷由実 | 松任谷由実 | 松任谷正隆         | 4:14 |
| 3.                         | 「Miss Lonely」                                      | 松任谷由実 | 松任谷由実 | 松任谷正隆         | 4:26 |
| 4.                         | 「雨に消えたジョガー -A Runner Gone With the Rain-」 | 松任谷由実 | 松任谷由実 | 松任谷正隆         | 4:59 |
| 5.                         | 「ためらい -Hesitation-」                            | 松任谷由実 | 松任谷由実 | 松任谷正隆、杉真理 | 3:44 |
| 6.                         | 「よそゆき顔で -Like I Don't Know You-」             | 松任谷由実 | 松任谷由実 | 松任谷正隆、杉真理 | 4:28 |
| 7.                         | 「5cmの向う岸 -Between Those 5 Centimeters-」        | 松任谷由実 | 松任谷由実 | 松任谷正隆         | 6:24 |
| 8.                         | 「コンパートメント -Train of Thoughts-」             | 松任谷由実 | 松任谷由実 | 松任谷正隆         | 7:16 |
| 9.                         | 「水の影 -Shadows On the Water-」                    | 松任谷由実 | 松任谷由実 | 松任谷正隆         | 4:02 |

### 楽曲解説
1. セシルの週末
早熟な不良娘であるヒロインが、運命の人に出会って変わっていくという楽曲。
2018年の自薦ベスト『ユーミンからの、恋のうた。』でベストアルバム初収録、続けて『ユーミン万歳!』にも2022 mixが収録された。
カバー：真璃子（1989年）、aiko（2002年）。
2. 時のないホテル
東西冷戦時代のスパイが暗躍する世界をホテルになぞらえた曲。ヴォーカルが無線越しの声に聞こえるような演出が加えられている。ライブツアーでよく唄われる曲の一つで、『天国のドアツアー』でガスマスクを被って歌っていた[1]。また、ユーミンが開催した大規模な音楽ショー「シャングリラIII」でも、この曲を使って大規模なステージが披露され、曲の最後にはユーミンが立っていた吊り台（高さ10数m）からシルク・ドゥ・ソレイユの団員が飛び降りるという派手なパフォーマンスも行われた[2]。どちらも公式YouTubeチャンネルで公開されている。
カバー：田島貴男（2002年）。
3. Miss Lonely
未だ戦争から帰還しない彼のことを、50年も待ち続けている老婆の悲哀を描いた曲。
4. 雨に消えたジョガー
すれ違ったランナーに病で夭逝した彼のことを想い出す曲。曲中の “ Myelogenous Leukemia ” （ミエロジェーナス・ロイケーミア）とは、骨髄性白血病のこと。
5. ためらい
アルバム未収録曲のシングル「白日夢・DAY DREAM」（1980年のTBS系『おはよう700〜キャラバンIIコーナー』テーマソング）のB面。1977年の萩尾みどりへの提供曲。
カバー：宮崎美子（1981年）、増田恵子、斉藤慶子（1982年）、森川由加里（1989年）。
6. よそゆき顔で
マリッジブルーでナルシスティックな主人公を歌った曲。曲中に観音崎の歩道橋が出てくるがユーミンはわざわざ本当に歩道橋があるか調べに行ったという。また、当地域近隣に実際に歩道橋があるかどうかもリサーチされている[3]。シングル「ESPER」（シングルヴァージョン）のB面。歌詞に登場する「白いセリカ」は初代モデルといわれている。
7. 5cmの向う岸
背が高いヒロインと身長が5cm低い彼氏の物語。1979年のイギリス・アメリカ合作映画『アガサ 愛の失踪事件』の中の背の高いヴァネッサ・レッドグレイヴと背の低いダスティン・ホフマンのキスシーンにヒントを得たとされる。TBS『ルージュの伝言』でドラマ化された（第23話、主演・中村基子、柳沢慎吾）。
8. コンパートメント
ユーミンのオリジナルの中では最長の演奏時間を持つ（7分16秒）。また、メインボーカルの使用音としては最高音にあたるF5（二点ヘ）が中間部に現れる。ヨーロッパの列車によくあるコンパートメント席（個室型乗客席）での睡眠薬自殺をテーマにしたヘヴィな作品。
9. 水の影
1978年のシモンズへの提供曲（毎日放送系ドラマ『幸福の断章』主題歌）。シモンズ版は1番Aメロ（水面～）の歌詞が僅かに違っている。2005年から2009年までに放送されたNHK総合『探検ロマン世界遺産』エンディングテーマに使用された。
カバー：藤原道山（2006年）、チェン・ミン（2007年）、井上水晶（2012年）、小野リサ、和紗（2013年）。

## 参加ミュージシャン
- キーボード : 松任谷正隆
- ドラム：林立夫、青山純、渡嘉敷祐一
- パーカッション：斎藤ノブ
- ベース：高水健司、後藤次利
- エレクトリック・ギター：松原正樹、鈴木茂、今剛
- アコースティック・ギター：吉川忠英、安田裕美
- マンドリン：吉川忠英
- サキソフォン：Jake H. Conception、斉藤清、砂原俊三
- フルート：衛藤幸雄
- ホルン：山田栄、沖田晏宏
- ストリングス：トマト・ストリングス・アンサンブル
- ヴァイオリン・ソロ：日色純一
- コーラス：杉真理、Lilica、Leona、Clara
- シンセサイザー・プログラミング：松武秀樹